# SN 1995I
SN 1995I – supernowa typu II odkryta 28 lutego 1995 roku w galaktyce A132059+0335. W momencie odkrycia miała maksymalną jasność 19,50m.